# Cipura paludosa
Espèce
Classification phylogénétique
Synonymes
- Cipura cubensis Griseb.
- Cipura goodspeediana (Vargas) R.C. Foster
- Cipura graminea Kunth
- Cipura humilis Kunth
- Cipura major Rusby
- Cipura paludosa subsp. mexicana Ravenna
- Cypella goodspeediana Vargas
- Marica paludosa (Aubl.) Willd.[1]

Cipura paludosa est une espèce de plante herbacée néotropicale appartenant à la famille des Iridaceae originaire d'Amérique centrale et du Sud. Elle est connue ne Guyane sous les noms d'Envers (créole), ou mahik (Palikur), et au Brésil comme alho-do-mato, alho-da-campina, alho-do-campo, cebolinha-do-campo, coqueirinho, coquinho et vareta.

## Statut
Cipura paludosa a le statut d'espèce déterminante ZNIEFF en Guyane.

## Utilisation
Cipura paludosa entre dans la préparation d'un sirop Palikur contre le mal de cœur. Le bulbe contient des quinones du type anthraquinone.

## Histoire naturelle
En 1775, le botaniste Aublet propose la diagnose suivante : 
« CIPURA (paludoſa). (Tabula 13.)

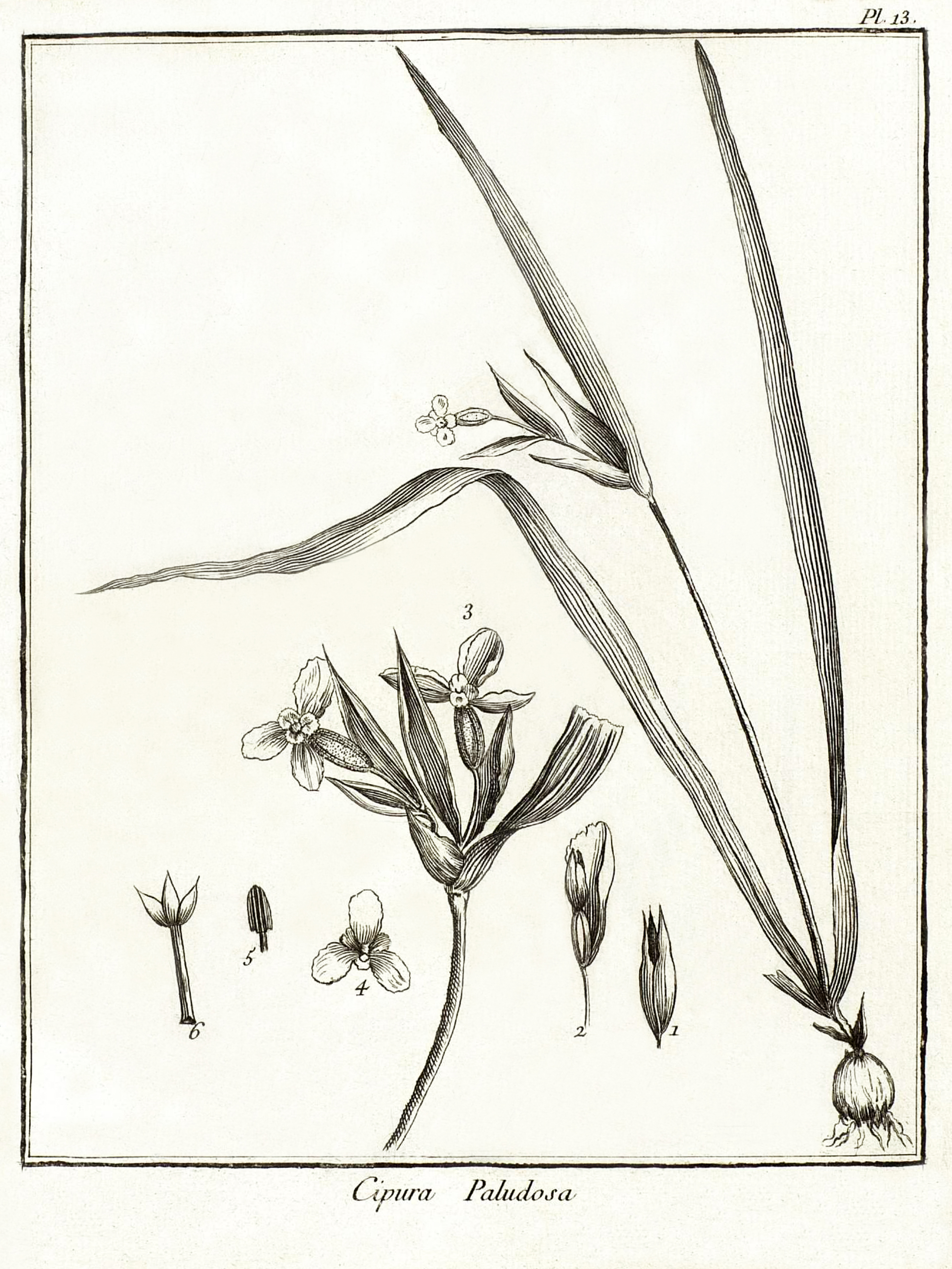
Planche de Cipura paludosa dans l'ouvrage d'Aublet (1775) Explication de la Planche treizième : 1. Bouton de fleur enferme entre deux ſpathes. - 2. Bouton de fleur, ſpathe. - 3. Fleur épanouie. - 4. Corolle vue en deſſous. - 5. Étamine. - 6. Style. Stigmate.

Radix tuberoſa, orbiculata, tunicata, fibris capillaceis ad baſim munita. Folia ſæpiſſimè quatuor, baſi tuberculum involventia, pedalia & amplius, anguſta, ſtriata, in acumen deſinentia. Scapus nudus, ſemi-pedalis, & ampliùs, cylindraceus, rigidus, ad ſummitatem duabus foliolis longis, anguſtis, acutis, & aliis minoribus terminatus : intrà bæc folia flores plures pedunculati. Corolla alba, vel cærulea. 
Florebat Auguſto. 

Habitat in pratis humidis prope montem Courou. »

« LA CIPURE des marais. (PLANCHE 13.).
Cette plante eſt herbacée; ſa racine eſt un bulbe charnu, couvert de pluſieurs membranes comme dans le ſafran : & le bulbe eſt enfonce d environ un pouce dans la terre. 
Les feuilles, qui naiſſent de ce bulbe au nombre de quatre ou cinq, l'entourent & le couvrent par leurs baſes : elles ſont longues de plus d'un pied, étroites, pointues, minces, vertes, ſtriées par pluſieurs nervures longitudinales : d'entre ces feuilles s'élève une tige grêle, fermé, garnie à ſon ſommet de deux feuilles, & de quelques autres plus courtes, du milieu deſquelles ſortent pluſieurs fleurs renfermées chacune dans une spathe membraneuſe ; chaque fleur eſt portée ſur un ovaire. 
La corolle eſt diviſée en ſix parties, dont trois extérieures ſont plus grandes, & ſe redreſſent en s'épanouiſſant; les trois intérieures & intermédiaires, creuſées en forme de cuilleron, ſont ores petites, leur couleur eſt ou blanche, ou bleue. 
Les étamines ſont au nombre de trois, attachées au fond de la corolle, leur filet eſt court. Les anthères ſont longues, droites, marquées d'un ſillon, & appliquées contre le ſtyle, au deſſous du ſtigmate. 
Le piſtil eſt un ovaire triangulaire, oblong, ſur lequel eſt placée la corolle. Le style, qui élève celle-ci, eſt charnu, bleuâtre, triangulaire, termine par un stigmate qui ſe partage en trois feuillets bleuâtres. 
L'ovaire devient une capsule a trois loges, qui contient pluſieurs semences. 
Cette plante croît dans les ſavanes humides qui ſont au pied de la montagne de Courou. Elle étoit en fleur dans le mois d'Août. »

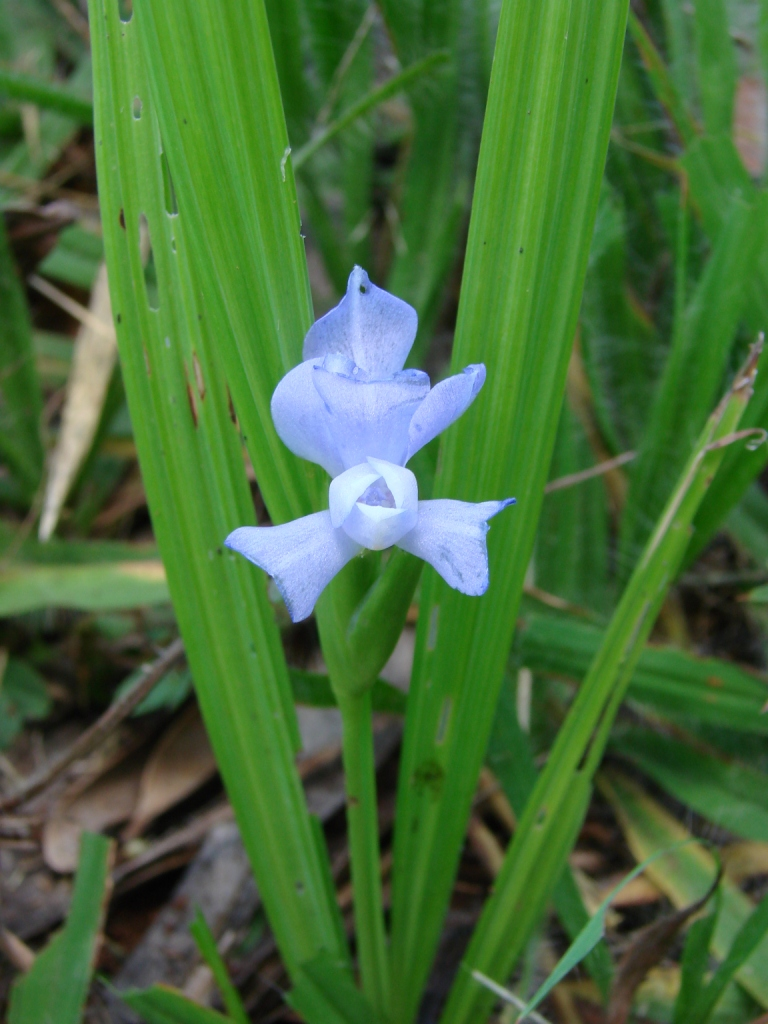
Pied de Cipura paludosa en fleur au jardin botanique de Brasília (Brésil)
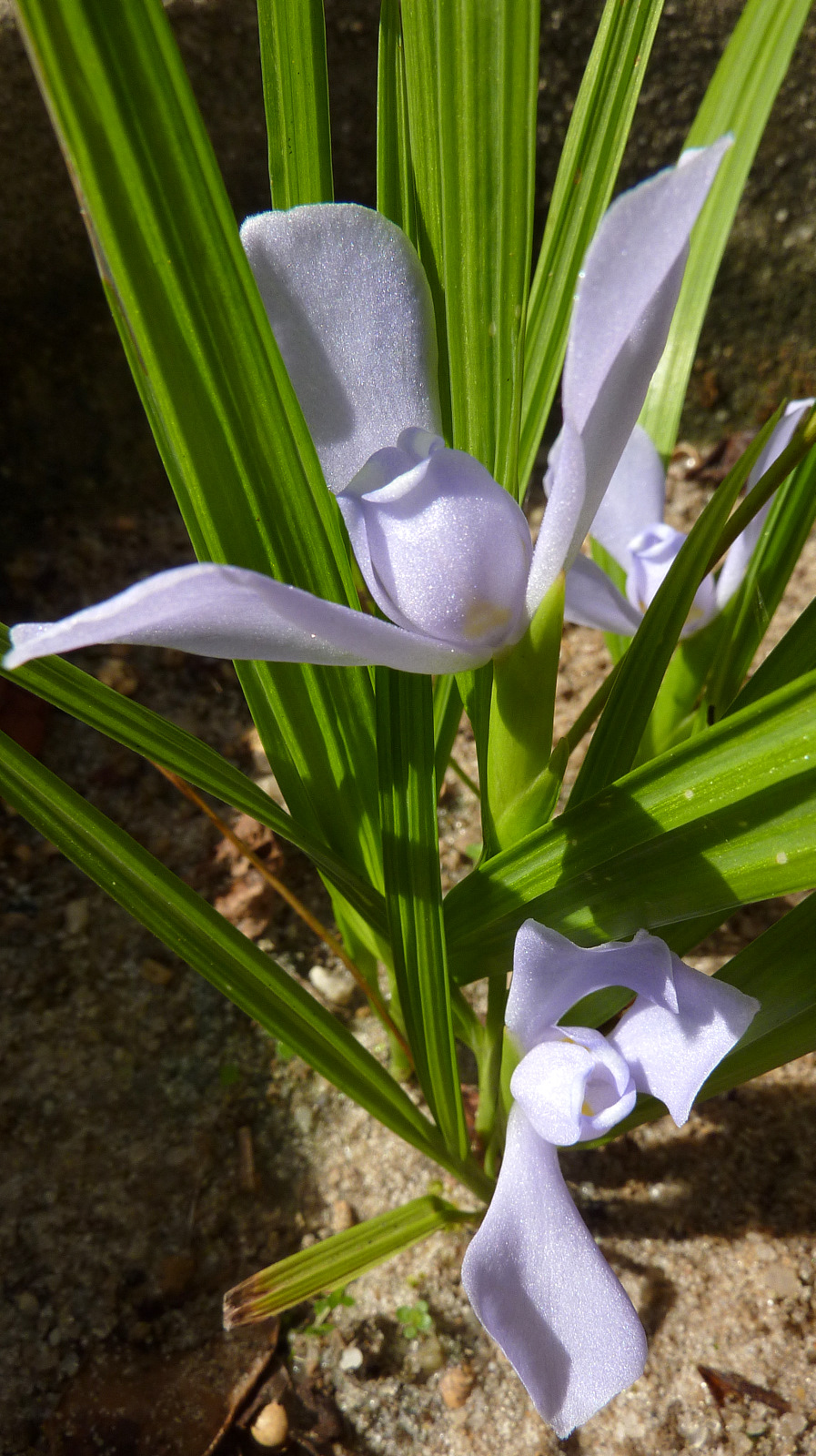
Pied de Cipura paludosa en fleur dans l'État de Bahia (Brésil)
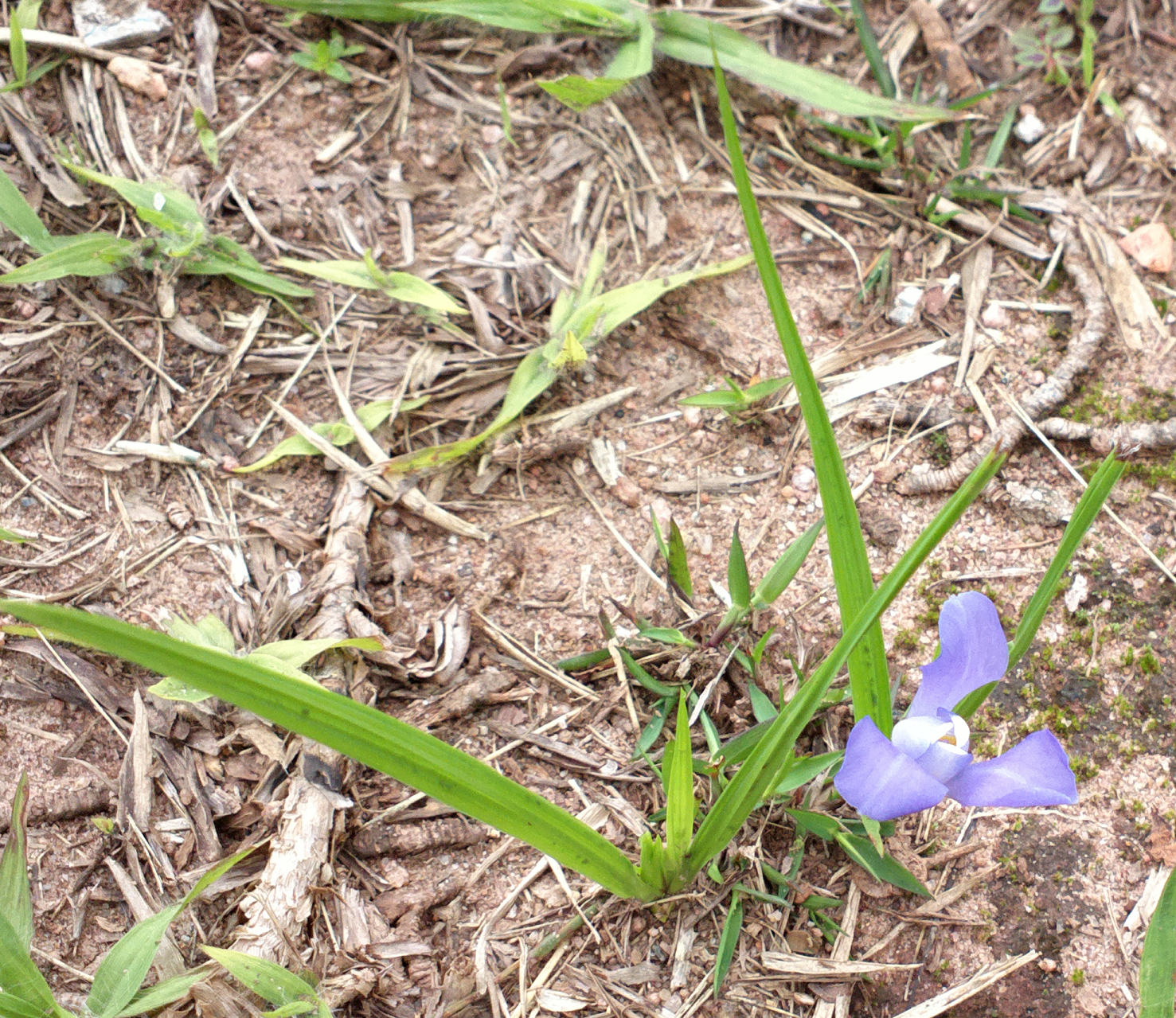
Pied de Cipura paludosa à Alphaville-Barueri (État de São Paulo, Brésil)
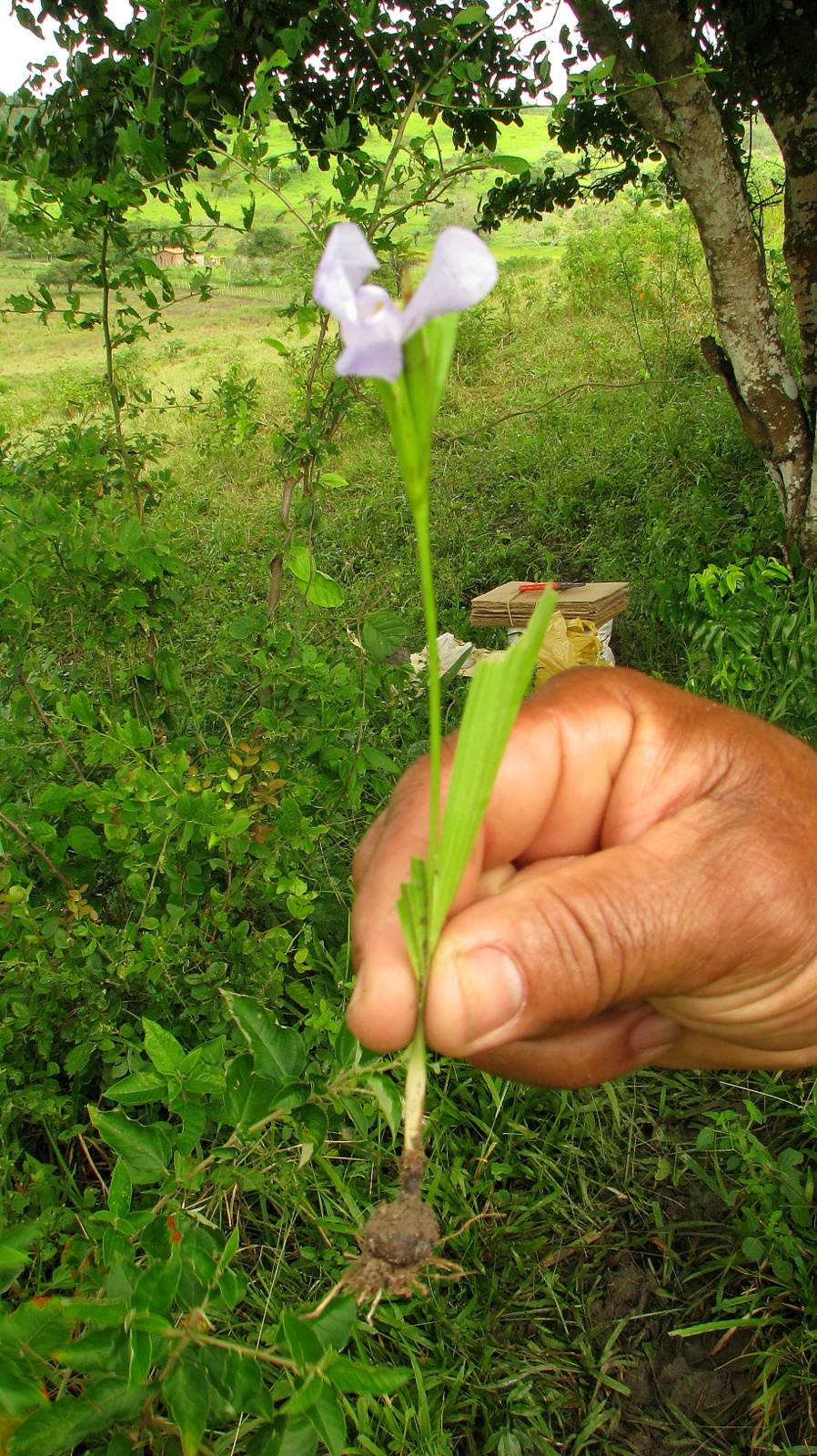
Pied entier de Cipura paludosa
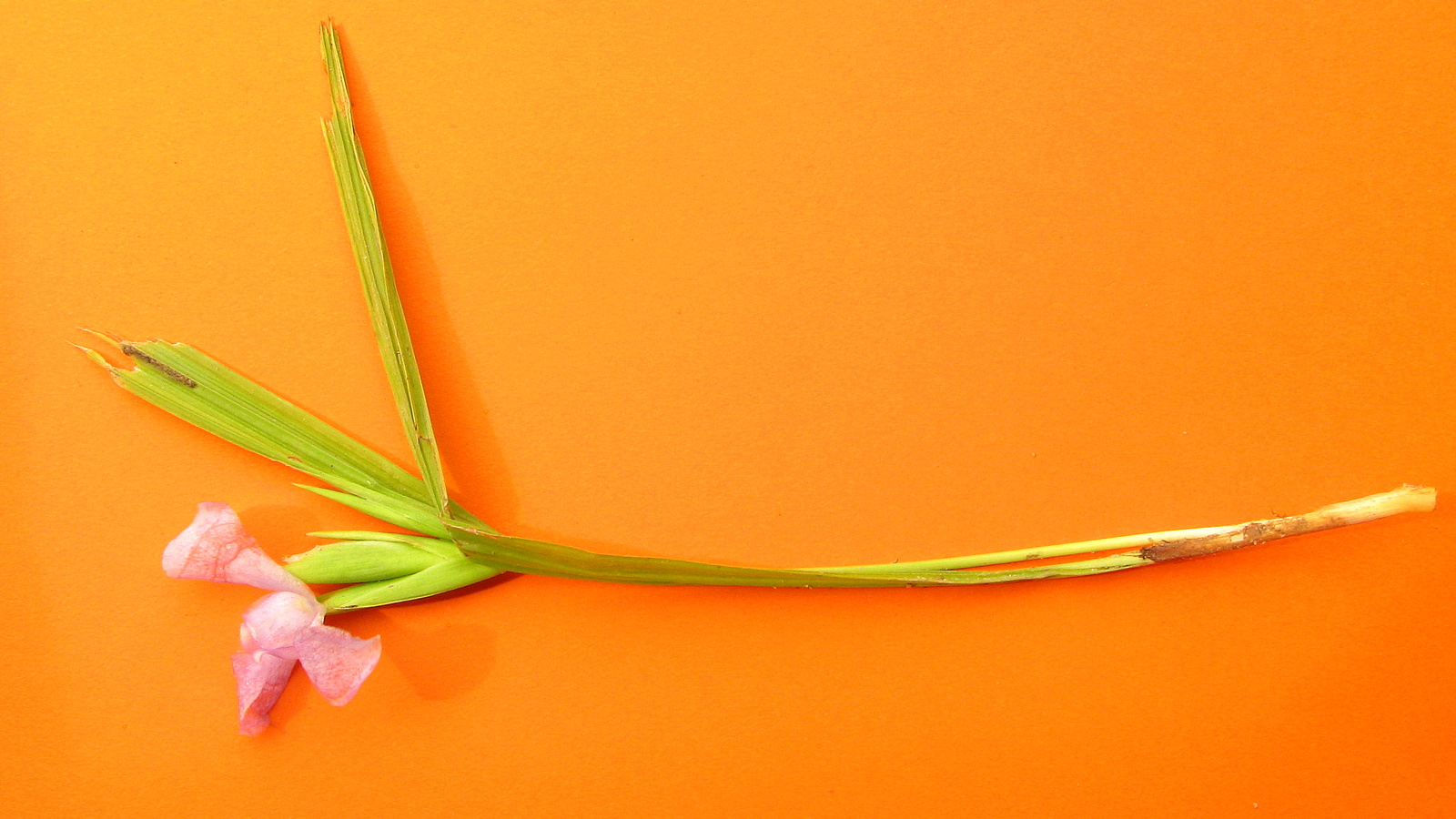
Tige fleurie de Cipura paludosa
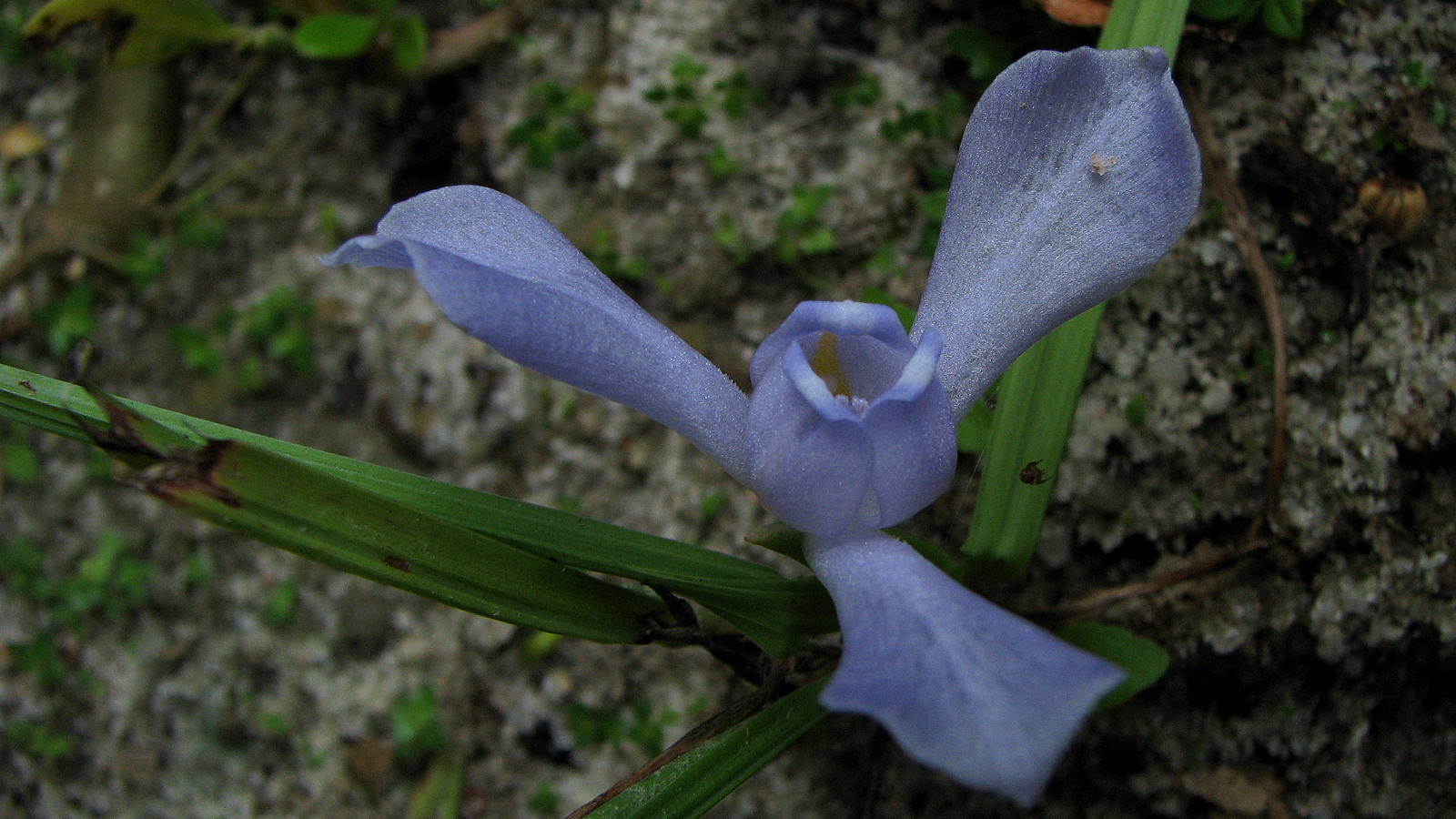
Fleur de Cipura paludosa
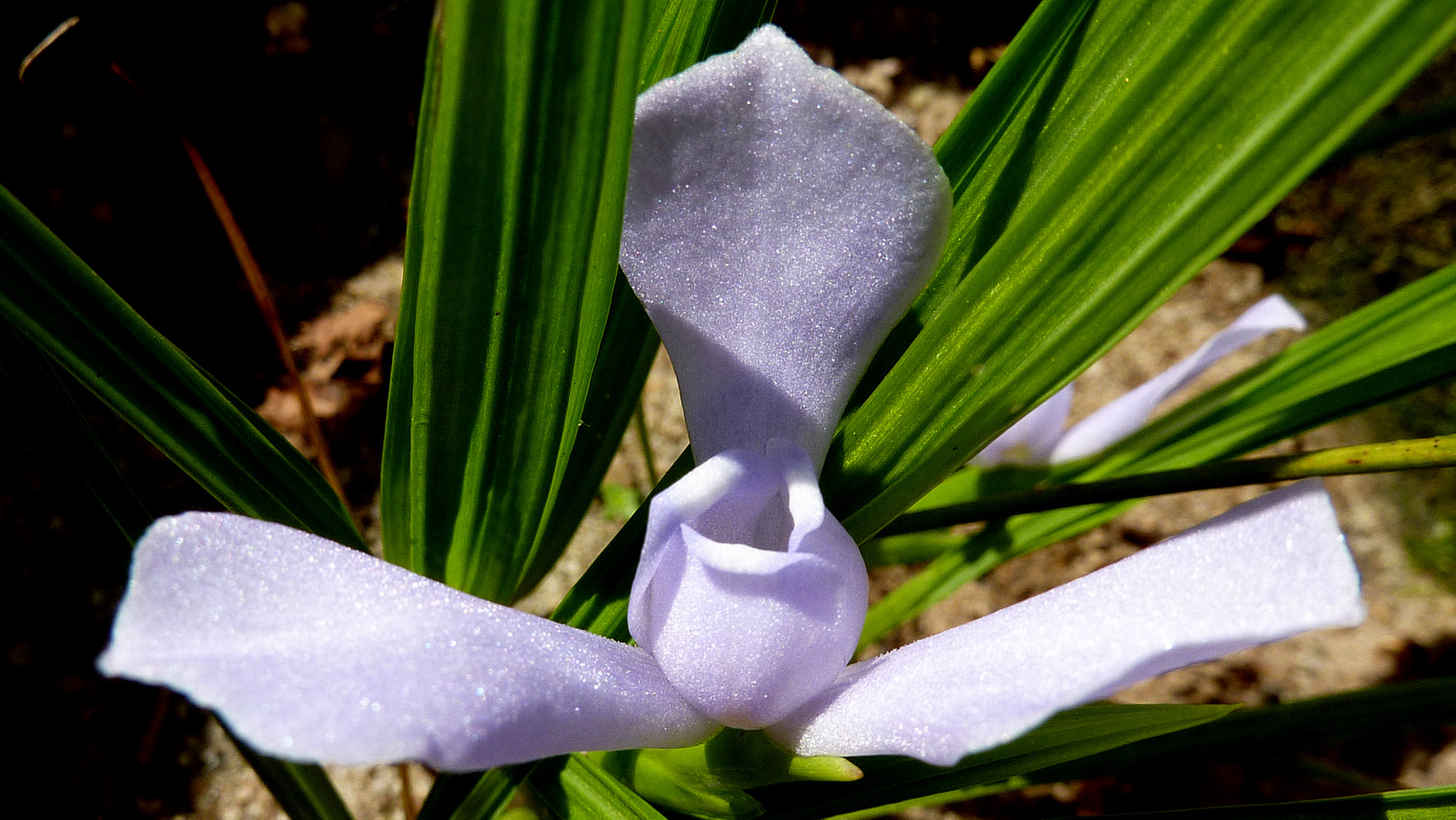
Fleur de Cipura paludosa